# Ivan Pinheiro
Ivan Martins Pinheiro (Rio de Janeiro, 18 de março de 1946) é um advogado, bancário e político brasileiro. Foi Secretário-Geral do Partido Comunista Brasileiro (PCB) de 2005 a 2016, além de ter sido candidato à Presidência da República em 2010.

## Biografia

### Início do ativismo político
Ivan Pinheiro iniciou sua atividade política ainda na adolescência no Colégio Pedro II, no Rio de Janeiro, onde estudou entre 1957 e 1963, tendo sido diretor do Grêmio Estudantil sob a liderança de colegas ligados ao PCB, dos quais se aproximou. No contexto da polarização que levou ao golpe de abril de 1964, Ivan sofreu sua primeira prisão em dezembro de 1963, num confronto de rua de alunos do CPII contra os do Colégio Militar e a PM, no governo estadual de Carlos Lacerda, o principal líder da oposição de direita ao presidente João Goulart.

### Ditadura militar
Em 1964, ano do golpe militar, ingressou na UEG (Universidade Estadual da Guanabara, atual UERJ) para cursar Direito. Nessa época aproximou-se da Dissidência Comunista da Guanabara, depois do Movimento Revolucionário Oito de Outubro (MR-8). Durante o curso foi diretor do Centro Acadêmico Luiz Carpenter (CALC), tendo participado de todas as manifestações contra a ditadura. Dada sua trajetória como diretor da entidade, atualmente a sede do Centro Acadêmico chama-se "Sala Ivan Martins Pinheiro".
Ivan Pinheiro manteve-se no MR-8 até meados da década de 1970. Após o fim da luta armada no combate ao regime militar, passou a considerar prioritária sua participação no movimento sindical. Após desligar-se do MR-8, fez contato com o Partido Comunista Brasileiro na clandestinidade, no qual ingressou.
A partir de 1976, passou a atuar no seu local de trabalho: o Banco do Brasil. Com a convocação das eleições do Sindicato dos Bancários do Rio de Janeiro, em 1978, pelos interventores do Ministério do Trabalho, candidatou-se à presidência do sindicato, numa chapa hegemonizada pelo PCB. O pleito durou um ano e dez meses, em função de manobras do Ministério do Trabalho. A vitória final, através de uma votação esmagadora, consagrou Ivan Pinheiro como um dos principais líderes sindicais do país. Em 1979, em razão da greve dos bancários cariocas, a ditadura interveio no sindicato, cassando o mandato da diretoria por três meses.
Ivan foi um dos principais membros da Comissão Pró-CUT, eleita na 1ª CONCLAT, em 1981, e chefe da delegação de sindicalistas brasileiros ao X Congresso da Federação Sindical Mundial, em Havana.
Sua trajetória como dirigente do PCB teve início em 1982, quando foi realizado o VI Congresso Nacional do partido. Neste evento, Ivan e os demais participantes foram presos após invasão da Polícia Federal e enquadrados na Lei de Segurança Nacional. No congresso, que concluiu-se na clandestinidade em 1983, foi o mais jovem delegado eleito ao Comitê Central e à Comissão Executiva Nacional do Partido.

### Militância após a chamada redemocratização
Em 1986, sua candidatura ao governo do Estado do Rio de Janeiro, que havia sido decidida pela Conferência Regional do partido, foi retirada pelo Comitê Central do PCB após um mês de campanha, em favor do apoio ao candidato do MDB, Moreira Franco, apesar de a grande maioria do partido ser favorável à candidatura própria. Mesmo divergindo da aliança com o MDB naquela eleição, Ivan Pinheiro cumpriu a tarefa de concorrer a deputado federal constituinte, em uma chapa própria do PCB, junto com Modesto da Silveira, Stepan Nercessian, Paulo Sabóia e outros membros do partido. Apesar da boa votação obtida pela chapa, não foi alcançado o coeficiente eleitoral e o PCB não elegeu nenhum deputado.
No ano seguinte, liderou a esmagadora maioria dos sindicalistas do PCB em sua Conferência Sindical Nacional, impondo à cúpula do partido a opção pela Central Única dos Trabalhadores (CUT), em detrimento da Central Geral dos Trabalhadores (CGT).

### Cisão do PCB em 1992
No início da década de 1990, em meio à chamada perestroika e à contrarrevolução na União Soviética, uma grave crise emergiu no PCB, resultando numa grande cisão em janeiro de 1992, quando foi criado um novo partido (PPS) pelos então dirigentes que pretendiam acabar com o PCB. Ivan Pinheiro assumiu, juntamente com Horácio Macedo e Zuleide Faria de Melo, a liderança do grupo que manteve o PCB e iniciou o que ficou conhecido como a Reconstrução Revolucionária do partido, fundado em 1922.

### Candidato a prefeito do Rio de Janeiro
Em 1996, Ivan Pinheiro foi candidato à prefeitura do Rio de Janeiro, tendo como lema "Uma Revolução no Rio". Apesar do fraco desempenho nas urnas, a campanha foi um marco importante para a consolidação da linha política do PCB.

### Secretário Geral do PCB

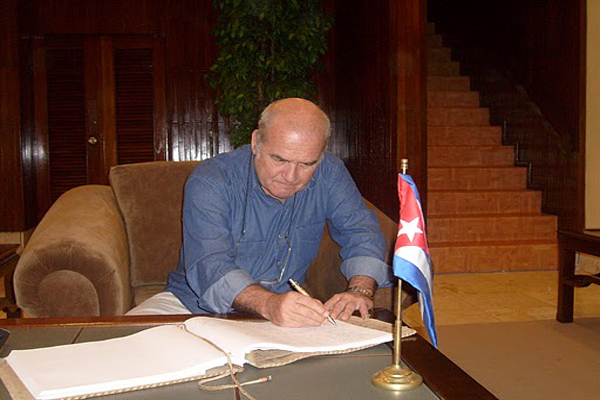
Ivan Pinheiro em julho de 2010

Em seguida ao XIII Congresso do PCB, realizado em março de 2005, em Belo Horizonte, após integrar por 23 anos seguidos o Comitê Central, Ivan Pinheiro foi eleito Secretário Geral do partido. Este congresso marcou a ruptura do PCB com o governo Lula, o fim do diálogo com o PCdoB, a reorganização da União da Juventude Comunista (UJC) e apontou um novo rumo para a estratégia partidária, considerando o caráter socialista da revolução brasileira e definindo o partido como marxista-leninista. Em 17 de outubro de 2016, devido a problemas de saúde, Ivan Pinheiro deixou a Secretaria Geral do PCB, sendo substituído por Edmilson Costa.
Durante seu mandato de onze anos como Secretário Geral, após o Congresso de 2005, o PCB realizou mais dois Congressos Nacionais (2009 e 2014), 3 Conferências Políticas Nacionais (2008, 2011 e 2016) e quatro Congressos da UJC (2006, 2010, 2012 e 2015), reconstruiu-se nacionalmente, reintegrou-se ao Movimento Comunista Internacional, ao lado dos partidos de orientação revolucionária, dedicou-se ao internacionalismo proletário e à formação política de seus militantes.

### Candidato a deputado federal e presidente da república
Nas eleições de 2006 foi candidato a deputado federal pela Frente de Esquerda, aliança que reunia, além do PCB, o Partido Socialismo e Liberdade (PSOL) e o Partido Socialista dos Trabalhadores Unificado (PSTU), cuja candidata à presidência era Heloísa Helena. No segundo turno, o PCB aprovou posição de apoio crítico à reeleição de Lula, compreendendo a importância de evitar a eleição do candidato do Geraldo Alckmin (PSDB).
Foi também candidato do Partido Comunista Brasileiro às eleições presidenciais de 2010, tendo Edmilson Costa como vice, com um discurso mais orgânico e ideológico, centrado na exposição do ideário e dos objetivos táticos e estratégicos do partido. A chapa recebeu cerca de 40 mil votos.

### Expulsão do PCB
Em julho de 2023, Ivan Pinheiro foi expulso pela maioria do Comitê Central por divergências programáticas, juntamente com outros membros, como Jones Manoel.

### Autoria Própria
- Bulgária - Apontamentos de Viagem (Editora Novos Rumos, 1985)
- Um Olhar Comunista (coletânea de artigos, Rio de Janeiro: Fundação Dinarco Reis, 2010)[4]

### Autoria de Terceiros
- ROEDEL, Hiran. Atitude Subversiva: Biografia de Ivan Pinheiro (Rio de Janeiro: Fundação Dinarco Reis, 2000)[5]